# Omar Infante
Omar Rafael Infante (26 de diciembre de 1981) es un infielder venezolano de béisbol profesional que es agente libre de las Grandes Ligas. Infante jugó para los Detroit Tigers en dos ocasiones, entre 2002 y 2007 y entre 2012 y 2013, para los Atlanta Braves entre 2008 y 2010, los Miami Marlins entre 2011 y 2012, y los Kansas City Royals entre 2014 y 2016. Se desempeña principalmente como segunda base.

## Carrera profesional

### Detroit Tigers
Infante inició la temporada 2003 como el campocorto titular de los Tigres de Detroit. Ramón Santiago, considerado un mejor defensa, inició la temporada en segunda base. Calificados como dos de los mejores prospectos de los Tigres, ambos fueron sobrestimados; Infante bateó para un promedio de .222 sin jonrones y ocho carreras impulsadas en más de 200 turnos al bate.
En 2004, Infante perdió cualquier posibilidad de reclamar el puesto de campocorto cuando los Tigres contrataron al también venezolano Carlos Guillén, quien fue al Juego de Estrellas ese año (Santiago había sido incluido en la transferencia por Guillén). Con Guillén en el campocorto y la adquisición del segunda base Fernando Viña en la agencia libre, Infante pasó parte de la temporada en las menores. Sin embargo, recibió una oportunidad a mediados de mayo cuando Viña se lesionó el tendón de la corva. Respondió con una defensa sólida y un promedio de .264 con 16 jonrones y 55 carreras impulsadas en 142 juegos.
El impacto de Infante en 2004 llenó la especulación de que un día se convertiría en un segunda base estrella. A pesar de ello, su rendimiento en 2005 disminuyó, y los Tigres buscaron su reemplazo. En junio de ese año, los Tigres adquirieron a Plácido Polanco, quien se había desempeñado como utility para los Filis de Filadelfia. Polanco se convirtió en el segunda base titular, e Infante se movió a la banca.
Después de ser movido a la banca, Infante jugó en siete posiciones diferentes durante el 2007.

### Chicago Cubs
El 12 de noviembre de 2007, Infante fue transferido a los Cachorros de Chicago por Jacque Jones. El 4 de diciembre fue transferido nuevamente, esta vez a los Bravos de Atlanta junto a Will Ohman, a cambio de José Ascanio.

### Atlanta Braves

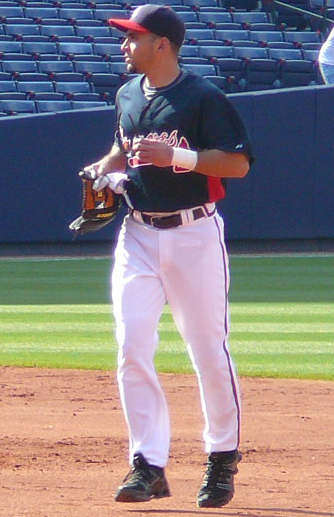
Infante durante su estadía con los Atlanta Braves

El 12 de enero de 2009, Infante firmó un contrato de dos años y 4,3 millones de dólares con los Bravos.
El mánager de la Liga Nacional Charlie Manuel seleccionó a Infante para el equipo de estrellas de 2010, siendo la primera selección de Infante, gracias a posicionarse como uno de los mejores utilities en dicha liga. Fue uno de seis jugadores de los Braves seleccionados para el Juego de Estrellas.

### Florida/Miami Marlins
Después de la temporada 2010, Infante y el relevista Michael Dunn fueron transferidos a los Marlins de Florida por el segunda base Dan Uggla. El 27 de septiembre de 2011, se anunció que los Marlins e Infante llegaron a un acuerdo de dos años de extensión de contrato por alrededor de 8 millones de dólares. Ese mismo año, Infante había liderado las Grandes Ligas en asistencias defensivas.
El 21 de junio de 2012, jugó su juego 1.000 contra los Medias Rojas de Boston en el Fenway Park.

### Detroit Tigers (segundo período)
Infante y su compatriota Aníbal Sánchez fueron transferidos a los Tigres el 23 de julio de 2012, a cambio de Jacob Turner, Rob Brantly y Brian Flynn.
En el juego 4 de la Serie Mundial de béisbol de 2012, el 8 de octubre, Infante se fracturó la mano izquierda al ser golpeado por un lanzamiento.
Omar tuvo una temporada estelar con los Tigres en 2013, a pesar de haber pasado un mes en la lista de lesionados por una molestia en la pierna. Bateó para .318, el promedio más alto en su carrera, además de conectar 10 jonrones e impulsar 51 carreras. También registró el mayor slugging de su carrera (.450).

### Kansas City Royals
El 16 de diciembre de 2013, Infante firmó un contrato de 4 años y 30,25 millones de dólares con los Reales de Kansas City, con una opción del club para 2018.
En la temporada de 2014, Infante sufrió varias complicaciones físicas, presentando problemas en el codo, dolor en la espalda, además de recibir un pelotazo en la cara. Culminó la campaña regular con promedio de .252 y 66 carreras impulsadas. En el juego 2 de la Serie Mundial de béisbol de 2014, Infante conectó su primer cuadrangular en postemporada, guiando la victoria de su equipo sobre los Gigantes de San Francisco.
Infante bateó para promedio de .238 en poco más de dos campañas con los Reales, por lo que el 14 de junio de 2016 fue colocado en asignación, convirtiéndose en agente libre el 23 de junio.

### Atlanta Braves (segundo período)
El 30 de junio de 2016, Infante firmó un contrato de ligas menores con los Bravos de Atlanta.

### Detroit Tigers (tercer período)
El 9 de diciembre de 2016, Infante firmó un contrato de ligas menores con los Tigres de Detroit que incluyó una invitación a los entrenamientos primaverales. Jugó la temporada 2017 como el segunda base de los Toledo Mud Hens de Clase AAA, donde registró promedio de .282 con tres jonrones y 37 impulsadas. Al finalizar la temporada se convirtió en agente libre.